# Reggenza di Labuhan Batu
La reggenza di Labuhan Batu (in indonesiano: Kabupaten Labuhan Batu) è una reggenza dell'Indonesia, situata nella provincia di Sumatra Settentrionale.